# Aeroportul La Primavera
Aeroportul La Primavera (IATA: LPE, ICAO: SKIM) este un aeroport din Valle del Cauca⁠(d), Columbia ce deservește zona La Primavera⁠(d). Aeroportul a fost tranzitat în 2022 de 3.471 de pasageri.
Situat la o altitudine de 1.644 m, aeroportul dispune de o singură pistă.